# Abel Mignon
Pour les articles homonymes, voir Mignon (homonymie).
Abel Mignon (1861-1936) est un artiste peintre et graveur français.

## Biographie
Justin Abel François Xavier Mignon est né à Bordeaux le 2 décembre 1861.
Durant sa jeunesse bordelaise, composant des vers, il fréquente Léonce Burret, Charles Fuster, Lucien Schnegg.
Il est l'élève en peinture de Jean-Léon Gérôme et d'Alfred Loudet, et, pour la gravure, de Louis-Pierre Henriquel-Dupont. Il est admis aux Beaux-Arts de Paris en 1882, tente le prix de Rome et décroche en 1884 le premier second grand prix de gravure.
Ses débuts au Salon des artistes français datent de 1887, où il exposent des gravures sur bois d'après Édouard Toudouze. Lauréat de l’Académie des beaux-arts à deux reprises (1903 et 1923), il est nommé chevalier de la Légion d’honneur en 1908. Entre 1909 et 1923, il reçoit des commandes de la Chalcographie du Louvre,.
En 1910, il se présente à la députation en Seine-et-Marne face à Jacques-Louis Dumesnil mais sans succès. Il se consacre à la peinture de paysages, inspirée de Fontainebleau où il réside en partie, puis revient à la gravure.
À partir de 1913, il grave des vignettes postales d'après des compositions de Joseph de La Nézière, destinées aux colonies d'Afrique, puis d'après Paul Albert Laurens ou Jules Chaplain, pour la France, à partir des années 1920. Il exécute aussi des affiches destinées à des causes nationales (6e Emprunt national 1920). En 1927, il grave le poinçon du timbre Caisse d’amortissement, dit Le Travail, qui est le premier à utiliser la technique de la taille douce, d'après une composition d'Albert Turin. Il travaille également à partir de 1927 pour la Poste tchécoslovaque, gravant des vignettes d'après Jaroslav Šetelík (1881-1955).
Il eut entre autres comme élèves graveurs Bertrand Bonpunt et Georges Gorvel.
Marié, il a une fille, Yvonne Bouisset-Mignon (1891-1978) qui épousa le fils Firmin Bouisset, et qui fit également carrière dans la gravure.

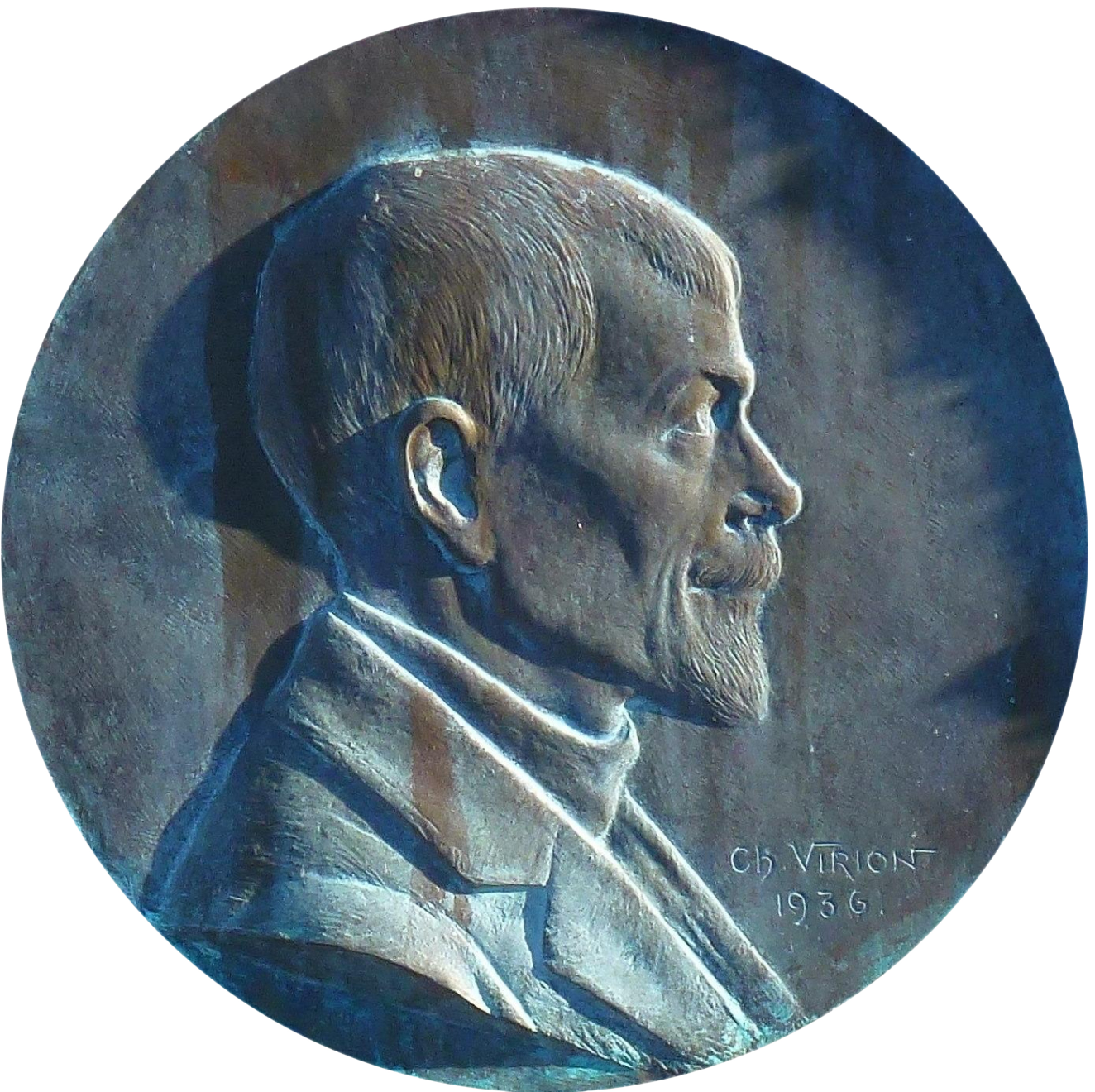
Abel Mignon, graveur, portrait-médaillon par Charles Virion (Cimetière de Fontainebleau, 1936).

Il meurt le 30 janvier 1936 à Fontainebleau où il est enterré ; sa tombe comporte un portrait-médaillon en bronze exécuté par Charles Virion.

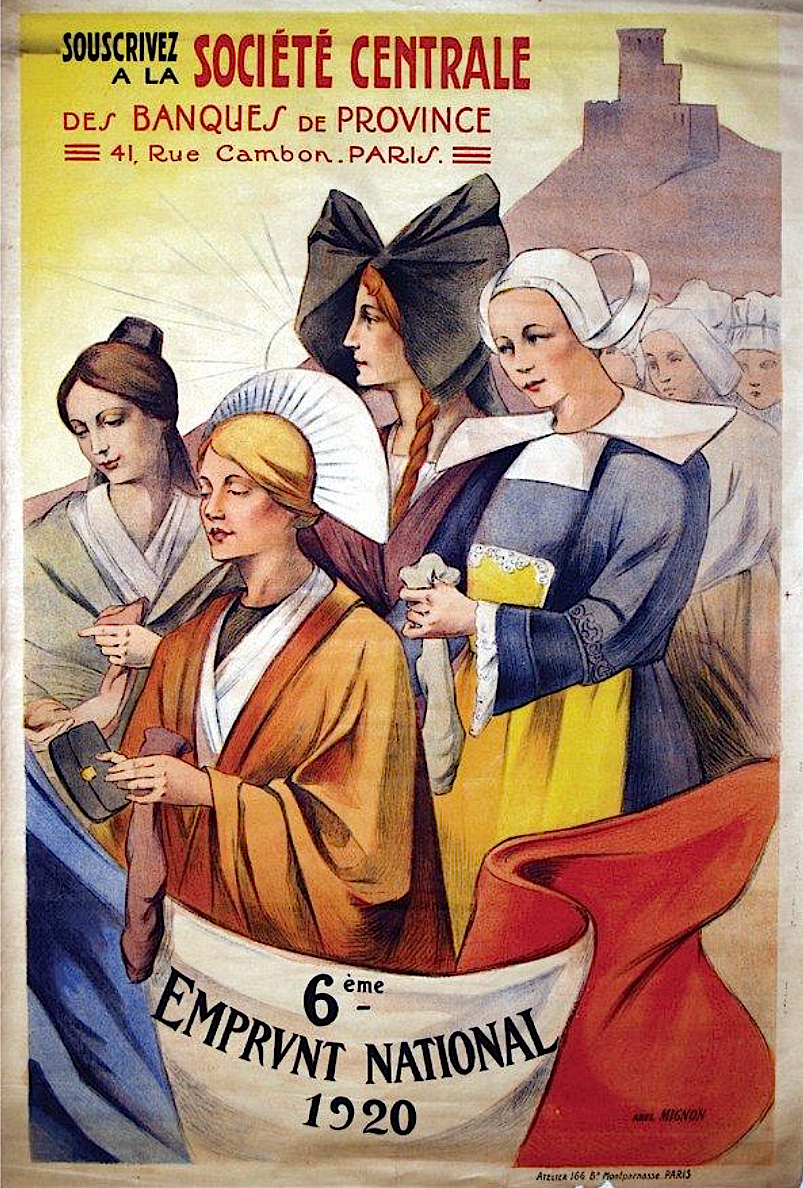
6e Emprunt national 1920, affiche lithographiée.

## Distinctions
- Chevalier de la Légion d'honneur (1908)